# Kapitán Haddock
Kapitán Archibald Haddock (v překladu nakladatelství Egmont kapitán Treska) je fiktivní námořní kapitán, který je nejlepším přítelem reportéra Tintina, hlavní postavy komiksové série Tintinova dobrodružství od kreslíře Hergého (1907-1983).
Kapitán Haddock poprvé vystupuje v albu Krab se zlatými klepety, kde je ještě velmi závislý na alkoholu. Později se však stane předsedou LNA (Liga Námořních Abstinentů). Láhev Loch lomond whisky přesto neodmítne. Má být opačným charakterem k Tintinovi, který je někdy příliš idealistický a důvěřivý. Oproti tomu Haddock bere vše více realisticky až sarkasticky.
Kapitán Haddock žije na zámku Moulinsart (vzniklo přesmyčkou brabantské vesnice Sart-Moulin), poté co najde poklad po svém předku Francoisovi rytíři de Hadoque. Za sluhu má Nestora. Ze začátku se snaží chovat jako velký pán, když je však profesor Hluchavka unesen (příběh 7 křišťálových koulí), začne se chovat jako dřív.
Kapitán Haddock vyjadřuje své pocity a dodává příběhu osobitou část humoru barvitými nadávkami jako např. „bašibozukové“, „kanálie“, „onuce“, „giboni“, „rychlokvašky“, „sůvy z nudlí“, „flibustýři“, „Vercingetorixové vymaškarádění“, „otrokáři“, „piráti“ nebo „ektoplazmy“.
Jeho křestní jméno "Archibald" se ukázalo až v předposledním a posledním dokončeném svazku Tintinových dobrodružství Tintin a los Pícaros, kdy kapitán ztratí paměť po ráně flaškou whisky Loch Lomond, a pak se vysmívá jménům jako Haddock nebo Tintin, které mu do té doby vtipné nepřišly, nebo to jen nedával najevo. To se ale ke kapitánově upřímnosti dost nehodí.

## Historie postavy
Až do Haddockova příchodu vyvažoval Tintinův neustále pozitivní a optimistický pohled jeho věrný společník Filuta. Před Haddockem byl Filuta zdrojem všech suchých a cynických vedlejších komentářů seriálu. Hergé si však uvědomil Haddockův potenciál jako Tintinovy protiváhy. Poté, co Haddocka do seriálu přivedl, převzal kapitán roli cynika, čímž Filutu vystřídal a kapitán Haddock se stal stálým členem hereckého obsazení.
Hergé představil kapitána Haddocka v Krabovi se zlatými klepety jako whisky prosáklého kapitána Karaboudžanu, obchodní lodi, kterou - bez Haddockova vědomí - používal jeho první důstojník Allan Thompson k pašování drog v krabích. Kvůli svému alkoholismu a temperamentní povaze byla jeho postava slabá a labilní a občas představovala pro Tintina stejně velké nebezpečí jako padouši v tomto díle. Byl také vznětlivý, měl sklony k emotivním výlevům a byl schopen rozzuřeného chování; v jednu chvíli dokonce Tintina napadne, když při cestě marockou pouští dostane sluncem vyvolaný blud, že Tintin je láhev šampaňského. Haddock je však upřímná postava, která se potřebuje napravit, a na konci prvního dobrodružství získá Tintin věrného společníka, i když stále ještě schopného občas pronést "expletive".
Hergé si také dovolil více uměleckého vyjádření prostřednictvím Haddockových rysů než u Tintina, a protože Haddock nabízel větší dynamiku, Hergé se postupem času méně spojoval se svými příběhy prostřednictvím Tintina. Michael Farr, autor knihy Tintin: The Complete Companion (2001), poznamenává: "Zatímco Hergé omezil Tintinovu mimiku na minimum, Haddockova mimika mohla být plná emocí. V Haddockovi Hergé vytvořil svou nejinspirativnější postavu od doby, kdy stvořil Tintina."
Prodej svazku, v němž byl Haddock představen, naznačil, že postava byla přijata dobře. Po poměrně vážné roli v Padající hvězdě, kde se vyšvihl na předsedu Společnosti střízlivých námořníků (doplněné kajutou plnou whisky), zaujímá Haddock v dalším dobrodružství, rozděleném do dvou knih, Tajemství jednorožce a Poklad Rudého Rackhama, ústřednější roli - ostatně jeho rodinná historie je hnacím motorem děje. Objevuje Marlinspike Hall, zámek, který vlastnili jeho předkové a který během Jednorožce vlastní zlotřilí bratři Birdové. Po nalezení pokladu se nově zbohatlý Haddock uchýlí do Marlinspiku, kde je Nestor, bývalý majordomus bratří Birdů, znovu zaměstnán jako Haddockův vlastní. V Sedmi křišťálových koulích se Haddock se střídavými úspěchy pokouší stát se kultivovanějším a nóbl. Činí tak mimo jiné tím, že navštěvuje Operu, více využívá Nestora, rozděluje si vlasy a nosí společenské šaty (v knize se objevuje vtip o tom, jak prošel asi tuctem monoklů poté, co se mu stále rozbíjejí). Tato fáze skončí ještě před koncem knihy, protože Haddockův zármutek nad únosem profesora Calcula způsobí, že upustí od svých pokusů o aristokratičnost a vrátí se ke svému ikonickému "starému námořnickému" způsobu oblékání. To ukazuje přetrvávající povahu jeho námořnické pokory a v hloubi duše i jeho nepopiratelný odpor k okázalosti.
Hergé kolem Haddocka vystavěl další dobrodružství a vybavil postavu jeho rodným sídlem Marlinspike Hall. Harry Thompson, autor knihy Tintin: Hergé a jeho tvorba, píše, že zavedení tohoto velkého a luxusního venkovského sídla mělo "poskytnout vhodný rodový dům, do kterého by se Tintin a on sám mohli nastěhovat". Aby toho Hergé dosáhl z hlediska zápletky, podrobně popisuje i Haddockův původ, což Thompson považuje za výrazné:
Haddock je jedinou stálou postavou, jejíž příbuzní se v Tintinových příbězích vůbec objevují (pokud nepočítáme Jolyona Wagga a jeho příšernou rodinu)."
Jak Haddockova role rostla, Hergé jeho charakter rozšiřoval a vycházel z aspektů jeho přátel, přičemž jeho charakteristická povaha byla do jisté míry inspirována tintinovským koloristou E. P. Jacobsem a jeho blafování bylo odvozeno od tintinovského kreslíře Boba de Moora. Harry Thompson poznamenal, že Hergé využil postavu k tomu, aby do děje vnesl humor, zejména "když si Haddock hraje na hlupáka, aby uhladil zdlouhavé vysvětlování".

## Jméno
Když Hergé zvažoval jména pro svou novou postavu, zeptal se své ženy Germaine, co uvařila k večeři. Řekla mu, že "smutnou anglickou rybu-haddock". Hergé si myslel, že to je ideální jméno pro Tintinova nového námořnického přítele, a tak se zrodil kapitán Haddock.
Ve 20. století existoval skutečný kapitán lodi nesoucí toto nepravděpodobné, ale příhodné příjmení: kapitán Herbert Haddock byl kapitánem slavné osobní lodi Olympic společnosti White Star Line. Byl také dočasně u kormidla ještě slavnější sesterské lodi Olympic Titanic, než byl Titanic oficiálně předán společnosti White Star na svou osudnou první plavbu v roce 1912.
Dalším slavným jmenovcem a možnou inspirací pro kapitánova předka sira Francise byl anglický admirál Richard Haddock, veterán anglo-holandských válek[6]. dědeček Richarda Haddocka, rovněž námořní kapitán, velel za vlády Karla I. řadové lodi HMS Unicorn.
Bianca Castafioreová má potíže se zapamatováním Haddockova jména. V knize The Castafiore Emerald si jeho jméno plete s malapropismy jako "Paddock", "Harrock", "Padlock", "Hopscotch", "Drydock", "Stopcock", "Maggot", "Bartók", "Hammock" a "Hemlock".
Fiktivní Haddock zůstal bez křestního jména až do posledního dokončeného příběhu Tintin a Pikarové (1976), kdy bylo navrženo jméno Archibald.
Jméno se objevuje v Hergého poznámkách z roku 1938. Podle Philippa Goddina, autora knihy Hergé - Chronologie díla,[potřebná citace] je inspirováno německým frankofonním filmem Kapitán Craddock. Ve filmu Krab se zlatými klepety Haddock zpívá jednu z písní tohoto filmu, Les gars de la Marine.

## Výrazy
V době uvedení kapitána Haddocka do seriálu v roce 1940 představovaly pro Hergého jeho způsoby problém. Jako námořník musel mít Haddock velmi barvitý slovník, ale Hergé nemohl používat žádná sprostá slova, protože věděl, že mezi jeho diváky patří i děti. Řešení údajně přišlo, když si Hergé vzpomněl, jak kolem roku 1933, krátce po vzniku Paktu čtyř velmocí, zaslechl, jak jeden trhovec použil jako urážku slovo "pakt čtyř velmocí."[2] Zasažen tímto použitím "nepodstatné urážky", Hergé přišel na řešení, že kapitán bude používat zvláštní nebo ezoterická slova, která ve skutečnosti nejsou urážlivá, ale která bude promítat s velkým hněvem, jako by to byly velmi silné nadávky. Tato slova se týkala nejrůznějších tematických oblastí, často se vztahovala ke specifickým termínům z vědeckých oborů. Toto chování se v pozdějších letech stalo jedním z Haddockových charakteristických rysů.
Myšlenka se zformovala rychle; první výskyt haddockovského argotu se objevil v románu Krab se zlatými klepety, když kapitán vtrhne k tlupě berberských nájezdníků a křičí výrazy jako "medúza", "troglodyt" a "ektoplazma". Toto používání barvitých urážek se osvědčilo a stalo se základem dalších knih. Hergé začal tyto typy slov pro použití v Haddockových výpadech sbírat a občas dokonce hledal inspiraci ve slovnících.
Výsledkem bylo, že mezi barvité urážky kapitána Haddocka začaly patřit "baši-bazouk", "visigot", "kleptoman", "mořská okurka", "anakoluthon", "pockmark", "megakolo", "ohavný sněhulák", "hnidopich", "darebáci", "parní válec", "paraziti", "vegetariáni", "floutkovská přísaha", "prodavač koberců", "bludný Bazookas", "Popinjay", "chvástal", "špendlíkové hlavy", "mizerní slimáci", "ektomorf", "maniaci", "nakládaný sleď"; "sladkovodní tampony", "mizerná molekula plísně", "Logaritmus", "bandité", "orang-outangové", "cerkopitékové", "Polynésané", "obrazoborci", "rváči", "maškarní darmošlapové", "ignorant", "patolízal", "závratě", "černokněžník", "pyrograf" a "otrokář", ale opět nic, co by bylo považováno za nadávku.
Při jedné příležitosti se tento plán zřejmě vymstil. Jednou, když byl kapitán v obzvlášť rozčileném stavu, nechal ho Hergé vykřiknout slovo "pneumotorax" (lékařská pohotovost způsobená kolapsem plíce v hrudníku). Týden poté, co se tato scéna objevila v časopise Tintin, obdržel Hergé dopis údajně od otce, jehož chlapec byl velkým fanouškem Tintina a zároveň těžkým tuberkulózním pacientem, který prodělal kolaps plic. Podle dopisu byl chlapec zdrcený, že si jeho oblíbený komiks dělá legraci z jeho vlastního stavu. Hergé napsal omluvu a slovo z komiksu odstranil. Později se zjistilo, že dopis je falešný, napsal ho a podstrčil Hergého přítel a spolupracovník Jacques Van Melkebeke.
Kromě mnoha urážek se nejznámější Haddockovy výrazy vztahují k některé z řady permutací dvou vět: "Miliardy žlučovitých modrých puchýřů!" ("Mille millions de mille milliards de mille sabords!"; lit.: "Tisíce milionů miliard tisíců bucharů!") a "Deset tisíc hřmících tajfunů!". ("Tonnerre de Brest!"; doslova: "Hřmění Brestu"). Haddock používá tyto dva výrazy v takové míře, že ho Abdulláh skutečně oslovuje "Bystrozraké baraky" ("Mille sabords" - "Tisíc portálů" - v originále "A thousand portholes").
Émile Brami, životopisec Louise-Ferdinanda Célina, v rozhovoru pro francouzský knižní časopis Lire z roku 2004 prohlásil, že Hergé se při tvorbě některých Haddockových výrazů inspiroval Célinovým antisemitským pamfletem Bagatelles pour un massacre (1937), neboť některé z nich ("aztécký", "kokosový", "obrazoborec", "platýz") se v Célinově knize výslovně objevily.

## Adaptace
Kapitána Haddocka ztvárnil Georges Wilson ve filmu Tintin a zlaté rouno, Jean Bouise ve filmu Tintin a modré pomeranče a David Fox v seriálu Tintinova dobrodružství.
V rozhlasové stanici BBC Radio 4 ho v první sérii ztvárnil Leo McKern a ve druhé sérii Lionel Jeffries.
V televizních seriálech z 60. i 90. let mluvil Haddock s irským přízvukem. V druhém z nich ho namluvil David Fox s lehkým severoirsko-ulsterským přízvukem[10].
V animovaném filmu Tintin a jezero žraloků ho namluvil Claude Bertrand.
Ve filmu Tintinova dobrodružství z roku 2011: Andy Serkis namluvil a motion capture ztvárnil kapitána Haddocka (se skotským přízvukem) i jeho předka, sira Francise Haddocka. Stejně jako v komiksu je zpočátku ztvárněn jako opilec, který neustále hledá alkohol. Tintin se snaží kapitána z jeho alkoholismu vyléčit, ale nakonec zjistí, že jde o podstatnou složku jeho charakteru.